# Una larga marcha
Una Larga Marcha es el segundo álbum de estudio de la banda de heavy metal Vago, lanzado en 1994 de manera independiente.

## Detalles
Esta fue la tercera producción del grupo, contando el demo cassette La Leyenda del Caminante, de 1990. 
En este disco la banda cuenta con Hernán Lopez en guitarras, y fue grabado en los Estudios CAB, propiedad del cantante Carlos Bisso. 
Se incluyen dos "covers": "No Hay Tiempo de Más" de Manal, y "El Pobre" de Barón Rojo.
Del mismo modo se lanzó un videoclip del tema "Una Larga Marcha", para difundir el disco.

## Lista de temas
1. Pelea
2. R.I.T.O.S.
3. Sucio Edicto
4. Tiempo de Guerra
5. Hoy
6. Camino a lo Oscuro
7. O.B.D.C.
8. El Sargento
9. La Sentencia
10. Una Larga Marcha
11. Sin Control
12. Caen Ruinas
13. No Hay Tiempo de Más (cover de Manal)
14. El Pobre (cover de Barón Rojo)

## Músicos
- Fabián Spataro - Batería
- Norberto Rodríguez - Voz, Bajo
- Hernán Lopez - Guitarra